# Alexander Beech
Alexander Crutchley Beech, född 14 april 1873 i Cradley Heath i Staffordshire i England, död 1940, var en brittisk militär och amerikansk flygpionjär. 
Beech började i sin ungdom konstruera olika mekaniska föremål. Han besökte USA 1898. 29 oktober 1899 anmälde han sig i Victoria som soldat i andra boerkriget. Han placerades i det kanadensiska regementet 7021. Under slaget vid Paardeberg 18 februari 1900 skadades han och återsändes till England. Han avfördes från sin tjänst som krigsinvalid i september 1900. Under kriget tilldelades han medaljen Queens South Africa Medal. Han emigrerade och bosatte sig i Chicago februari 1909. 
Han flygutbildades 1911 av Max Lillie och tilldelades sitt flygcertifikat i augusti 1912. Han konstruerade därefter en kopia av ett Farmanflygplan som fick namnet Beech-National. När testpiloten Billy Robinson avled i samband med ett flyghaveri 1916 övertog Beech jobbet som testpilot vid Grinnell Aeroplane Company. Som flygare var han aktiv fram till 1918. Han arbetade som flygplanskonstruktör på Manhattan under 1920-talet, för att i början av 1930-talet återvända till Chicago. Som 43-åring inkallades han till US Cavalry som soldat. Han är begravd på soldatavdelningen av Los Angeles National Cemetery.